# 4535 Adamcarolla
4535 Adamcarolla este un asteroid din centura principală, descoperit pe 28 august 1986 de Henri Debehogne.